# Alexandre Michaud de Beauretour
Alexandre Michaud de Beauretour (rusko Александр Францевич Мишо), francoski general, * 1771, † 1841.
Bil je eden izmed pomembnejših generalov, ki so se borili med Napoleonovo invazijo na Rusijo; posledično je bil njegov portret dodan v Vojaško galerijo Zimskega dvorca.

## Življenje
V Torinu je bil izobražen iz vojaških ved. Sprva pripadnik vojske Kraljevine Sicilije je bil leta 1805 kot inženirski stotnik sprejet v rusko vojsko. V letih 1805 in 1807 je sodeloval v italijanski kampanji. Od leta 1809 je bil dodeljen moldavski vojski za boj proti Turkom; odlikoval se je v več bitkah in 15. aprila 1811 je bil povišan v polkovnika.
Med veliko patriotsko vojno je 22. oktobra 1812 postal carski adjutant, 15. septembra 1813 je bil povišan v generalmajorja in 8. oktobra istega leta še v generaladjutanta. 22. avgusta 1826 je bil povišan še v generalporočnika in 13. aprila 1841 še v generala pehote.
Pozneje se je vrnil v rodno Italijo, kjer je umrl.